# Clubiona canberrana
Clubiona canberrana este o specie de păianjeni din genul Clubiona, familia Clubionidae, descrisă de Dondale, 1966.
Este endemică în New South Wales. Conform Catalogue of Life specia Clubiona canberrana nu are subspecii cunoscute.